# Vavřinec (Moravia meridionale)
Vavřinec (in tedesco Laurenz) è un comune della Repubblica Ceca facente parte del distretto di Blansko, in Moravia Meridionale.